# Hellesø
Hellesø är en sjö i Danmark.   Den ligger utanför Sevel i Holstebro kommun, Region Mittjylland. Hellesø ligger 3 meter över havet. Arean är 0,25 kvadratkilometer. I omgivningarna runt Hellesø växer i huvudsak blandskog. Den sträcker sig 0,9 kilometer i nord-sydlig riktning, och 0,6 kilometer i öst-västlig riktning.